# 勃氏园蛛
勃氏园蛛（学名：Araneus borneri）为园蛛科园蛛属的动物。在中国大陆，分布于上海等地。